# Emil Artin

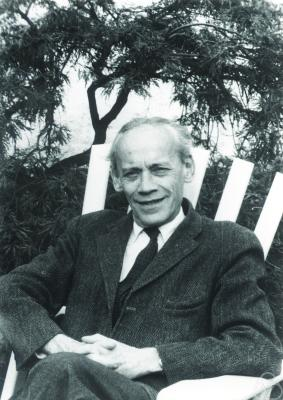
Emil Artin

Emil Artin (* 3. März 1898 in Wien, Österreich-Ungarn; † 20. Dezember 1962 in Hamburg) war ein österreichisch-deutscher Mathematiker und einer der führenden Algebraiker des 20. Jahrhunderts.

## Leben
Emil Artin war der Sohn des gleichnamigen Kunsthändlers, dessen Vater als Armenier noch den  später zu Artin verkürzten Nachnamen Artinian trug, und der Opernsängerin Emma (geb. Laura). Er wuchs in der Stadt Reichenberg (heute Liberec) in Böhmen auf, wo man seinerzeit fast ausnahmslos Deutsch sprach. 1916 beendete er seine Schulzeit und wurde ein Jahr später zur österreichischen Armee eingezogen, nachdem er ein Semester lang an der Universität Wien das Fach Mathematik studiert hatte. Nach Ende des Ersten Weltkrieges ging er 1919 an die Universität Leipzig, wo er unter anderem bei Gustav Herglotz studierte und 1921 mit der Schrift Quadratische Körper im Gebiete der höheren Kongruenzen auch promovierte. 1923 habilitierte sich Artin an der Universität Hamburg und wurde dort Privatdozent. 1925 wurde er außerordentlicher Professor. 1926 erhielt er einen Ruf nach Münster (Westfalen), blieb aber in Hamburg und wurde im selben Jahr Ordinarius.
1929 heiratete er seine Studentin Natalie (Natascha) Jasny. Zusammen mit Emmy Noether erhielt er 1932 den Ackermann-Teubner-Gedächtnispreis. 1937 wurde Artin aus dem Staatsdienst entlassen, da seine Frau jüdischer Abstammung war. Im selben Jahr emigrierte die Familie Artin in die USA. Er war 1937 bis 1938 an der University of Notre Dame tätig, danach bis 1946 in Bloomington (Indiana) an der Indiana University und zwischen 1946 und 1958 an der Universität Princeton. 1952 wurde er Ehrenmitglied der London Mathematical Society. 1957 wurde er in die American Academy of Arts and Sciences gewählt. 1958 ließ sich das Ehepaar Artin scheiden, und Emil kehrte nach Deutschland zurück, wo er bis an sein Lebensende  in Hamburg lebte und arbeitete. Im selben Jahr wurde Artin zum korrespondierenden Mitglied der Göttinger Akademie der Wissenschaften gewählt. 1960 wurde er in die Gelehrtenakademie Leopoldina gewählt. Der Hamburger Maler und Bildhauer Robert Schneller (1901–1980) nahm 1962 die Totenmaske ab, nachdem Artin am 20. Dezember völlig unerwartet einem Herzinfarkt erlegen war.
Das Ehepaar Artin bekam drei Kinder: Seine Tochter Karin (* 1933) heiratete seinen Schüler John T. Tate, sein Sohn Michael (* 1934) wurde auch Mathematiker. Der jüngste, 1938 in den USA geborene Sohn Tom promovierte in vergleichender Literaturwissenschaft, wurde dann aber Jazz-Musiker und Fotograf. Zu Artins Schülern gehörten Serge Lang, Hans Zassenhaus, Bartel Leendert van der Waerden, Max Zorn, Bernard Dwork, David Gilbarg und Nesmith Ankeny.
Sein Nachlass wird vom Zentralarchiv deutscher Mathematiker-Nachlässe an der Niedersächsischen Staats- und Universitätsbibliothek Göttingen aufbewahrt. Dazu gehören auch Kopien eines handschriftlichen, 2013 als Buch veröffentlichten Tagebuchs, das Artin 1925 während einer zweimonatigen Islandreise führte.

## Werk
Artin arbeitete vor allem auf dem Gebiet der Algebra und Zahlentheorie.
In der Algebra wurden die artinschen Ringe nach ihm benannt. Auch untersuchte er die Theorie formal reeller Körper. Van der Waerdens bekanntes Algebra-Lehrbuch entstand teilweise aus seinen Vorlesungen (und denen Emmy Noethers).
Er hatte unter anderem großen Anteil an der Weiterentwicklung der Klassenkörpertheorie. Beispielsweise umfasst das Artinsche Reziprozitätsgesetz alle bis dahin seit Gauß entwickelten Reziprozitätsgesetze. 1923 führte er die später nach ihm benannten Artinschen L-Funktionen für Zahlkörper ein. In Princeton war das Artin-Tate-Seminar der 1950er Jahre wichtig für die Fortentwicklung der Klassenkörpertheorie mit Methoden der Galoiskohomologie.
Er löste 1927 das 17. Hilbertsche Problem in seiner Arbeit Über die Zerlegung definiter Funktionen in Quadrate.
Arbeiten von Artin legten die Basis für die heutige Entwicklung der Arithmetischen Geometrie. Beispielsweise definierte er eine Zetafunktion für Funktionenkörper über endlichen Konstantenkörpern (also Kurven), die später von Friedrich Karl Schmidt verallgemeinert wurde.
Daneben schrieb er Arbeiten über die Theorie der Zopfgruppen, die inzwischen auch in der theoretischen Physik Anwendung gefunden haben, und gab 1924 ein frühes mechanisches Modell mit chaotischem Verhalten („quasiergodischen Bahnen“).
Es gibt zwei bekannte Artin-Vermutungen, beide sind noch unbewiesen (Stand 2020). Mit der einen postulierte Artin hinreichende Bedingungen für die analytische Fortsetzbarkeit seiner L-Funktionen. Die andere besagt, dass außer −1 jede ganze Zahl, die keine Quadratzahl ist, Primitivwurzel modulo p für unendlich viele Primzahlen p sei.
Mit George Whaples gab er in den 1940er Jahren axiomatische Grundlagen für globale Körper und führte das ein, was später Adelering genannt wurde.

## Werke (Auswahl)
- Collected papers. Addison-Wesley, 1965 (Serge Lang, John T. Tate Hrsg.)
- Quadratische Körper im Gebiete der höheren Kongruenzen. 1921 (Doktorarbeit). In: Mathematische Zeitschrift, 1924, Band 19, S. 153–246.
- Über eine neue Art von L-Reihen. Abh. Math. Seminar, Hamburg 1923
- Beweis des allgemeinen Reziprozitätsgesetzes. Abh. Math. Seminar, Hamburg 1927
- Galoistheorie. 3. Auflage. Deutsch-Taschenbücher, Thun 1988. Englisches Original: Galois Theory. Notre Dame Lecture Notes, 1942; projecteuclid.org
- Rings with minimum condition. (1948) gemeinsam mit Cecil J. Nesbitt und Robert M. Thrall
- Geometric algebra. 5. Auflage. Interscience 1966 (zuerst 1957).
- Class field theory. 1967, gemeinsam mit John T. Tate (Vorlesungen 1951/1952).
- Algebraic numbers and algebraic functions. Nelson 1968.
- Introduction to algebraic topology. Columbus/Ohio, Merrill 1969 (entsprechende Hamburger Vorlesungen mit Hel Braun 1964 im Selbstverlag herausgegeben).
- Algebra 1,2. Universität Hamburg 1961/1962.
- Elements of algebraic geometry. Courant Institute, New York 1955.
- Einführung in die Theorie der Gammafunktion. Teubner 1931. englische Übersetzung (PDF; 1,3 MB) ncatlab.org/nlab

Einige Arbeiten von Artin sind online, z. B.:
- Artin: Über Zetafunktion gewisser algebraischer Zahlkörper. In: Mathematische Annalen, 1923, Band 89, S. 147–156.
- Hasse Artin: Über den zweiten Ergänzungssatz zum Reziprozitätsgesetz der l-ten Potenzreste im Körper k der l-ten Einheitswurzeln und in Oberkörpern von k. In: Journal reine angewandte Math., 1925.